# Trachycarpeae
Classification APG IV (2016)
Tribu
Les Trachycarpeae sont une tribu de plantes de la sous-famille des Coryphoideae de la famille des  Arecaceae (palmiers). Elle a la distribution la plus large de toutes les tribus des Coryphoideae et se trouve sur tous les continents (sauf l'Antarctique), bien que la plus grande concentration d'espèces se trouve en Asie du Sud-Est. La tribu des Trachycarpeae comprend des palmiers des zones tropicales et subtropicales ; le palmier naturel le plus septentrional fait partie de cette tribu (Chamaerops humilis). Plusieurs genres peuvent être trouvés en culture dans les zones tempérées, par exemple les espèces de Trachycarpus, Chamaerops, Rhapidophyllum et Washingtonia. 

## Description
Les palmiers de cette tribu ont des feuilles palmées avec des plis indupliqués (mais redupliqués avec les Guihaia). Les plantes peuvent être de grands arbres à tige unique (par ex. Copernicia, Brahea, Pritchardia), acaulescent à troncs courts et trapus (par ex. Maxburretia, Johannesteijsmannia), à plusieurs tiges (par ex. Rhapis, Chamaerops, Acoelorrhaphe) ou ramifiés et prosternés (par ex. Serenoa). Ces palmiers fleurissent régulièrement tout au long de leur vie (pléonanthe) et peuvent être dioïques, monoïques ou hermaphrodites.

## Taxinomie
Les Trachycarpeae sont l'une des huit tribus de la sous-famille des Coryphoideae . La tribu est monophylétique, mais les études phylogénétiques n'ont pas encore révélé ses plus proches parents, bien qu'il puisse s'agir des Phoeniceae, ou des Sabaleae et des Cryosophileae. Initialement décrit comme la tribu « Livistoneae », le nom Trachycarpeae a la priorité.  Dans les classifications précédentes, tous les membres de cette tribu étaient inclus dans la tribu des Corypheae . 
Les Trachycarpeae sont divisées en deux sous-tribus : les Rhapidinae ont des fleurs avec trois carpelles séparés, tandis que chez les sous-tribus des Livistoniinae les carpelles de fleurs sont libres à la base, mais les styles sont fusionnés. Tous les genres de Rhapidinae sont originaires de l'Ancien Monde, à l'exception de Rhapidophyllum d’Amérique du Nord. Les Livistoninae sont largement distribuées à la fois dans le Nouveau Monde et en Asie du Sud-Est et en Australie. Une seule espèce (Livistona carinensis) est présente en Afrique. Plusieurs genres de cette tribu doivent encore être attribués à une sous-tribu,mais en raison d'un manque de données convaincantes provenant des études phylogénétiques, ils font partie de la section « Genres non placés ».   
Rhapidinae,
- Chamaerops - (1 sp., C. humilis, Mediterranean)
- Guihaia - (3 spp., China, Vietnam)
- Trachycarpus - (11 spp., Himalayas, Indochina)
- Rhapidophyllum - (1 sp., R. hystrix, Southeast USA)
- Maxburretia - (3 spp., Malay Peninsula)
- Rhapis - (11 spp., Indochina, Sumatra)

Livistoninae,
- Livistona - (approx. 27 spp., Southeast Asia, Australia, NE Africa)
- Licuala - (approx. 126 spp., Southeast Asia)
- Lanonia - (12 spp., Indochina)
- Johannesteijsmannia - (4 spp., Malaysia, Indonesia)
- Pholidocarpus - (6 spp., Malaysia, Indonesia)
- Saribus - (9 spp., Philippines to New Caledonia)

Genres non placés ,
- Acoelorrhaphe - (1 sp., A. wrightii, Caribbean)
- Serenoa - (1 sp., S. repens, Southeast USA)
- Brahea - (approx. 10 spp., Mexico & Guatemala)
- Colpothrinax - (3 spp., Central America & Cuba)
- Copernicia - (21 spp., Caribbean, South America)
- Pritchardia - (approx. 27 spp., Pacific)
- Washingtonia - (2 spp., California, Mexico)

 La classification ci-dessus a été publiée avant la reconnaissance des genres Saribus et Lanonia ; cependant, les deux sont clairement membres de la sous-tribu des Livistoninae. Saribus inclut des espèces anciennement dans le genre Livistona et monotypiques Pritchardiopsis  tandis que les espèces de Lanonia étaient auparavant incluses dans Licuala,.

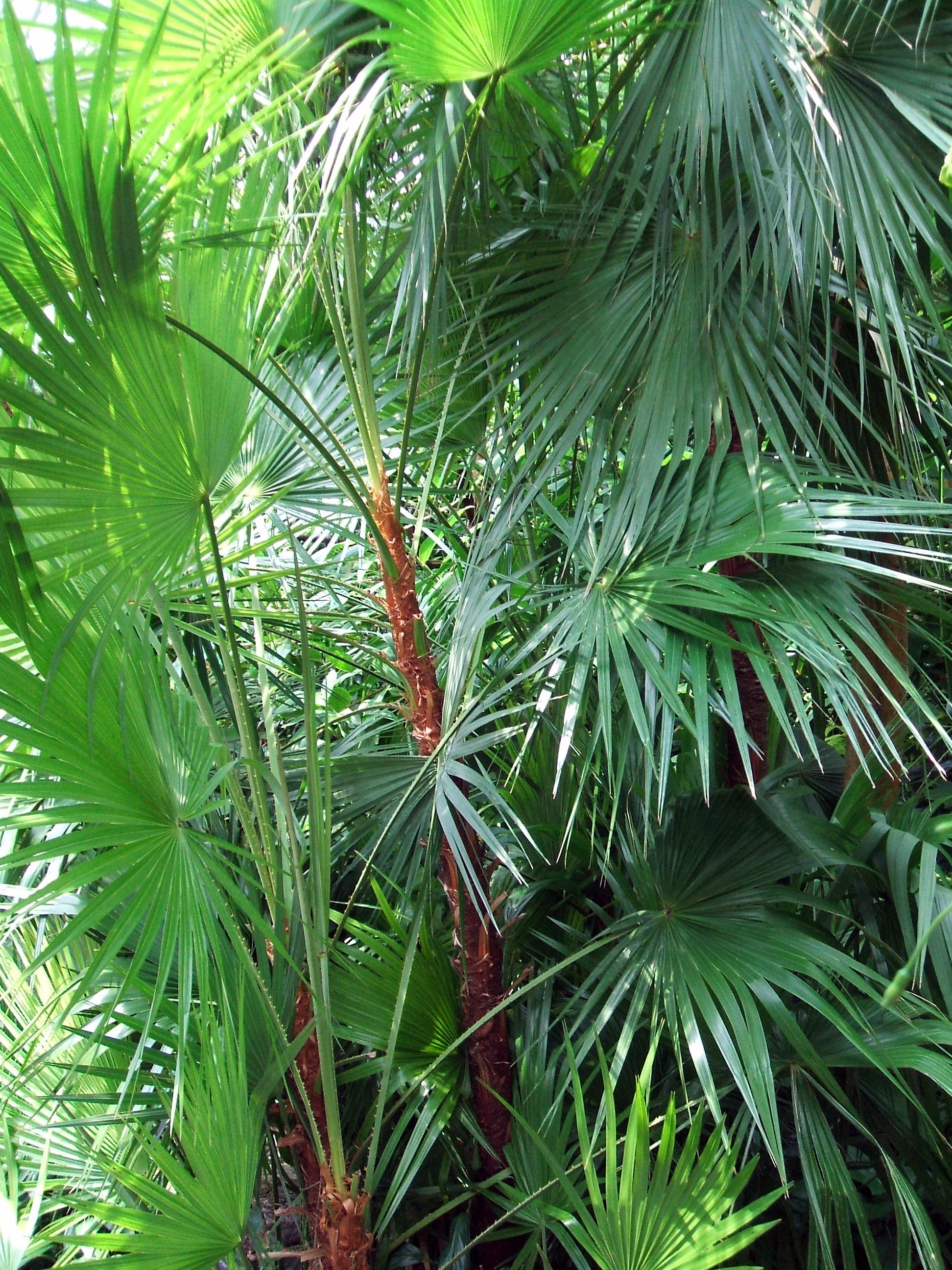
Acoelorrhaphe wrightii.
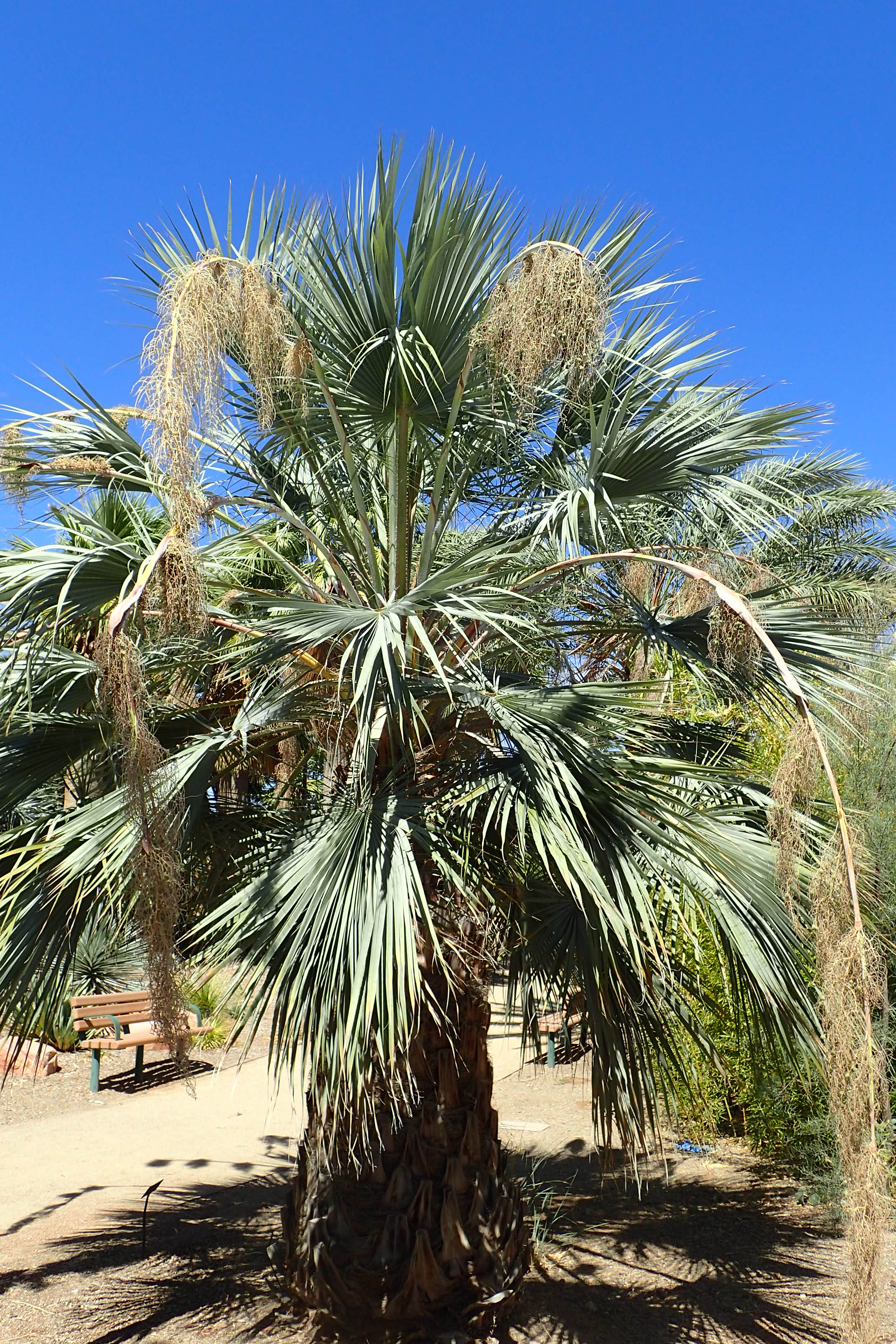
Brahea armata.
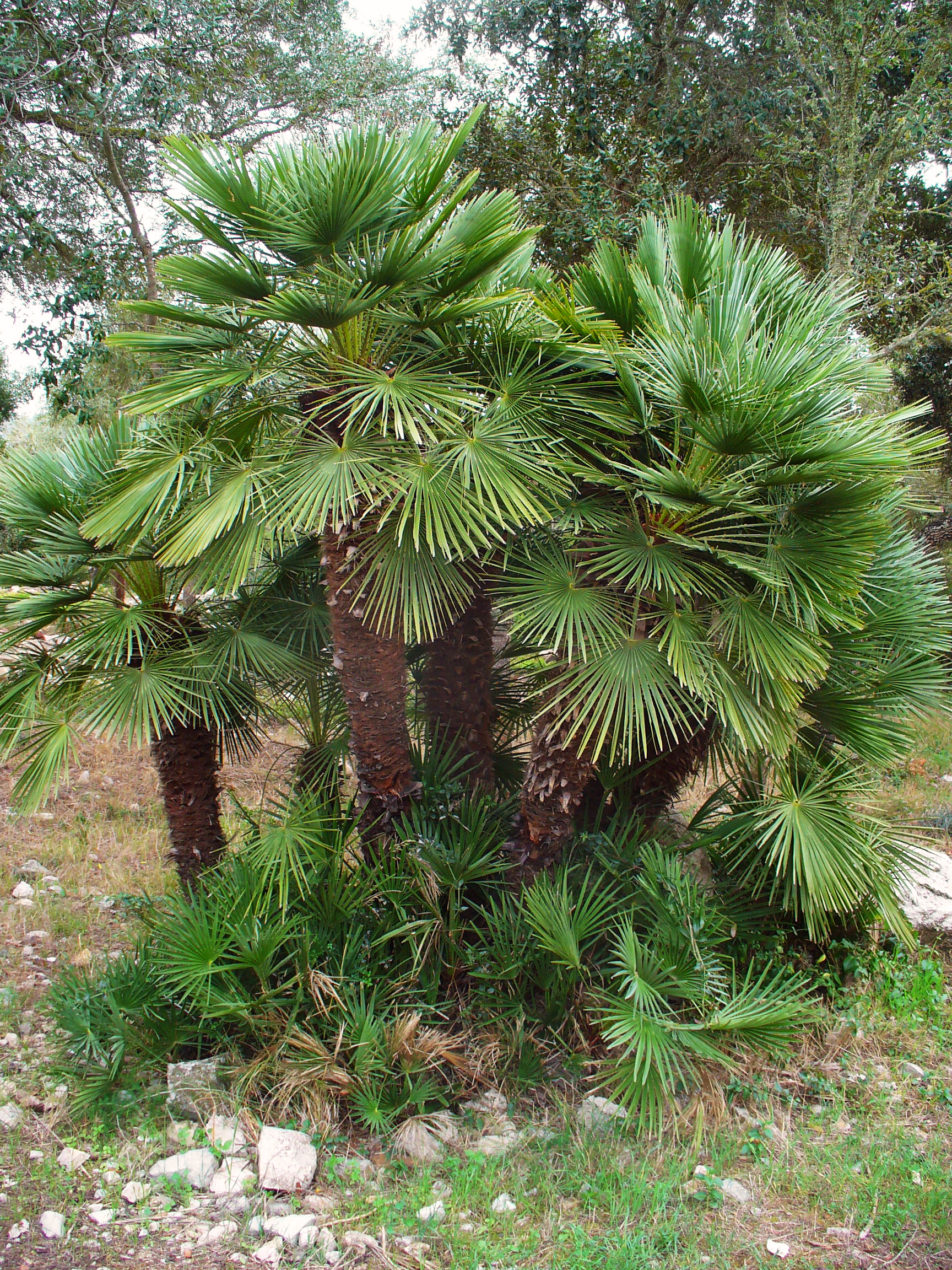
Chamaerops humilis.
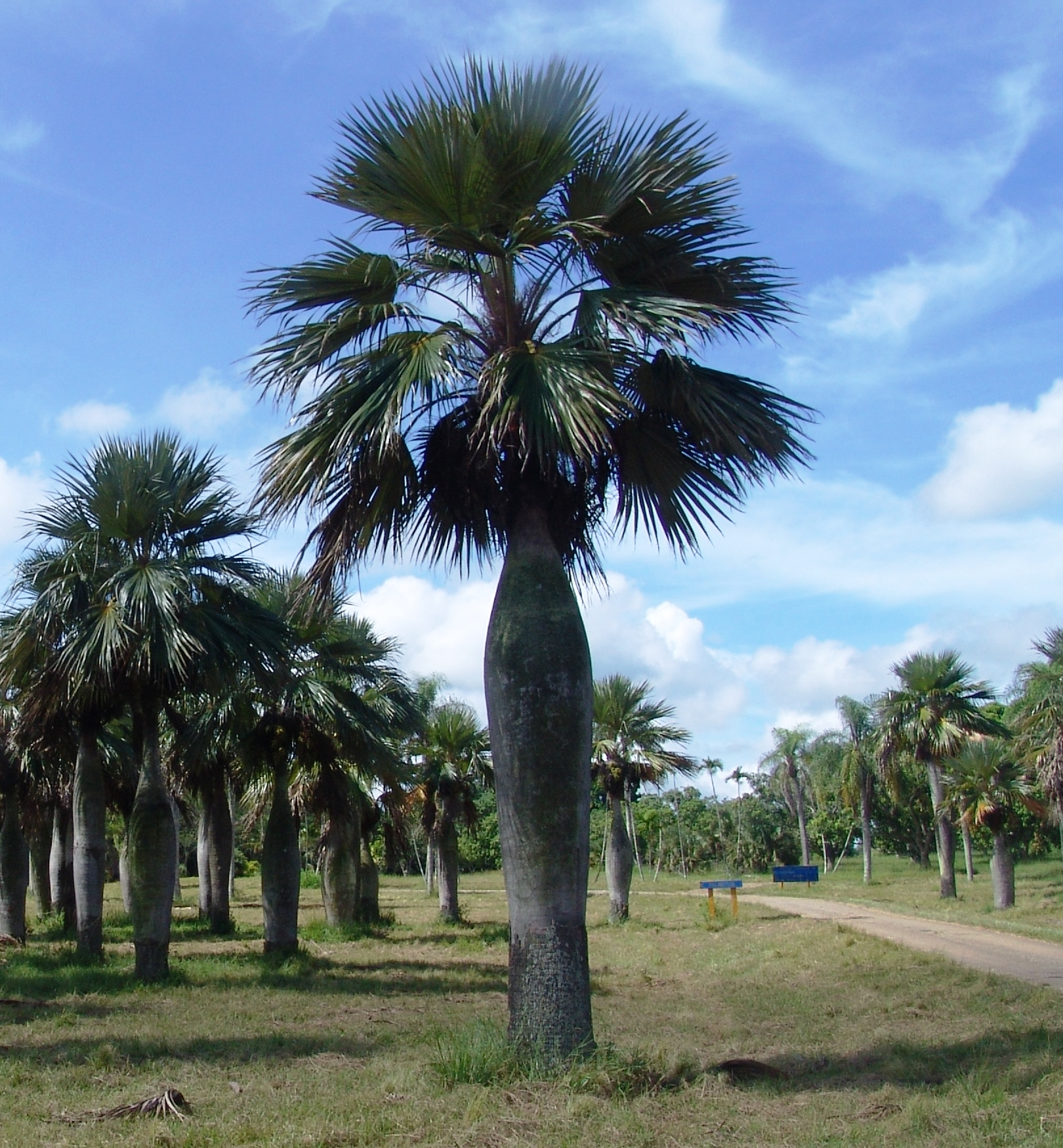
Colpothrinax wrightii.
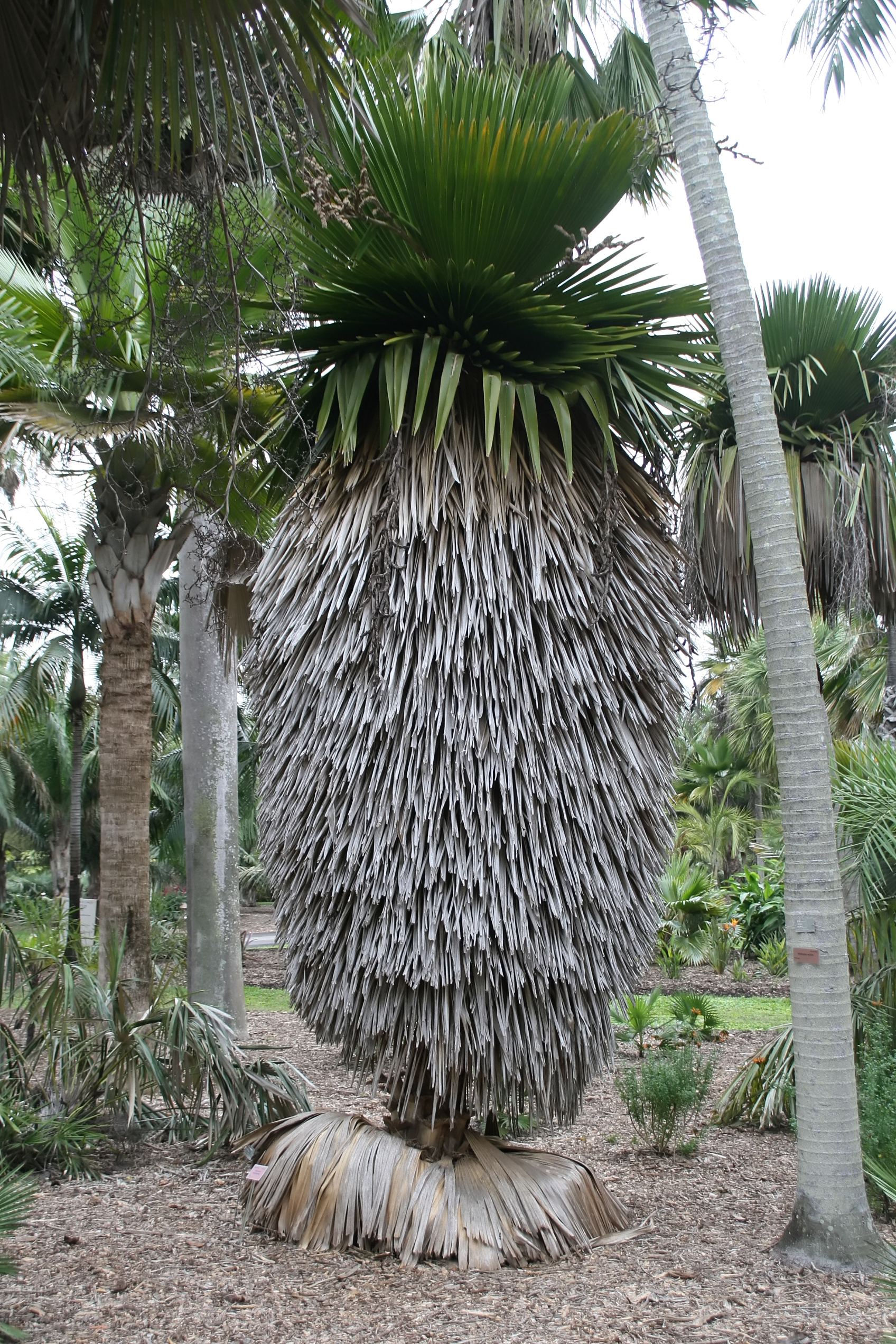
Copernicia macroglossa.
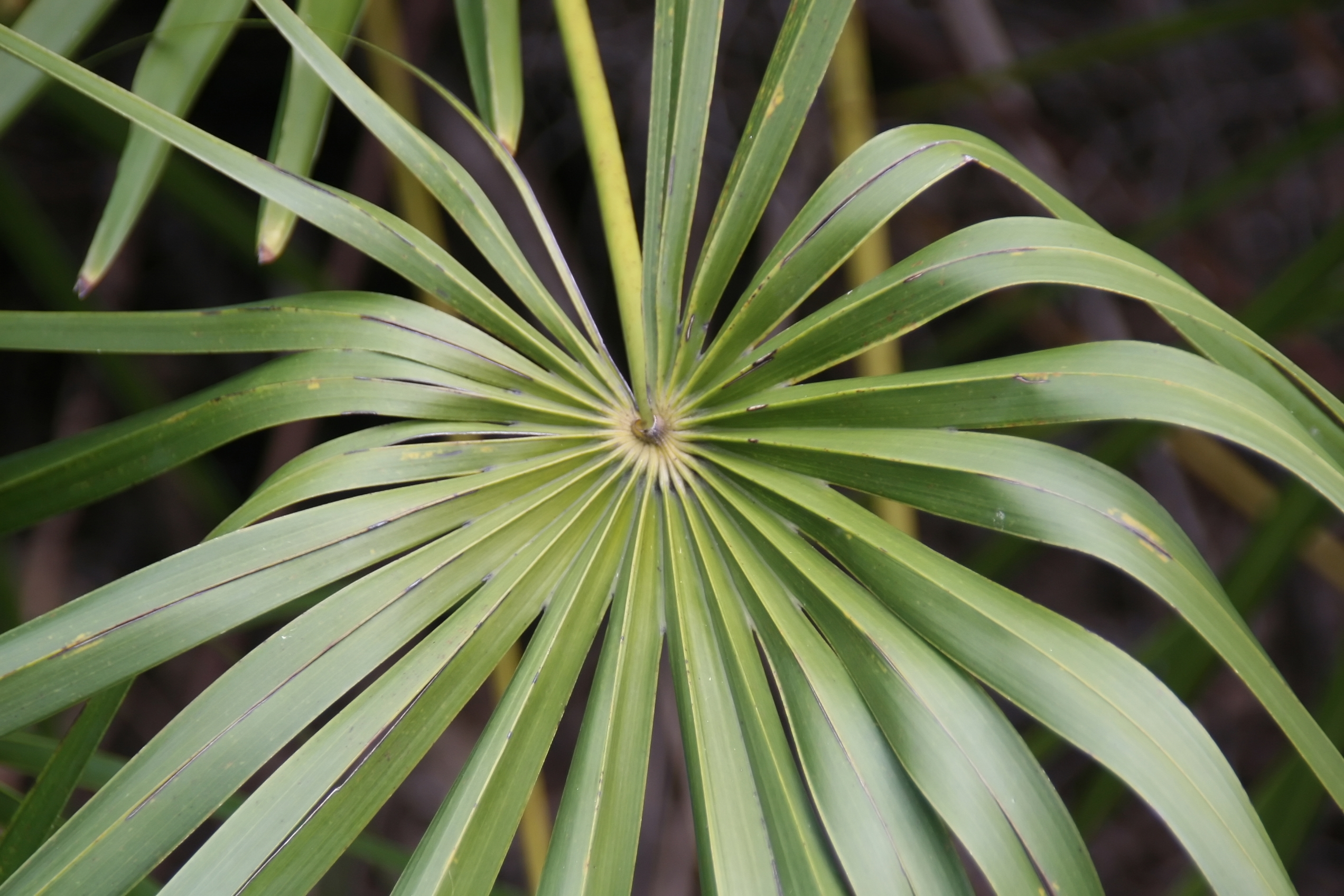
Guihaia grossefibrosa.
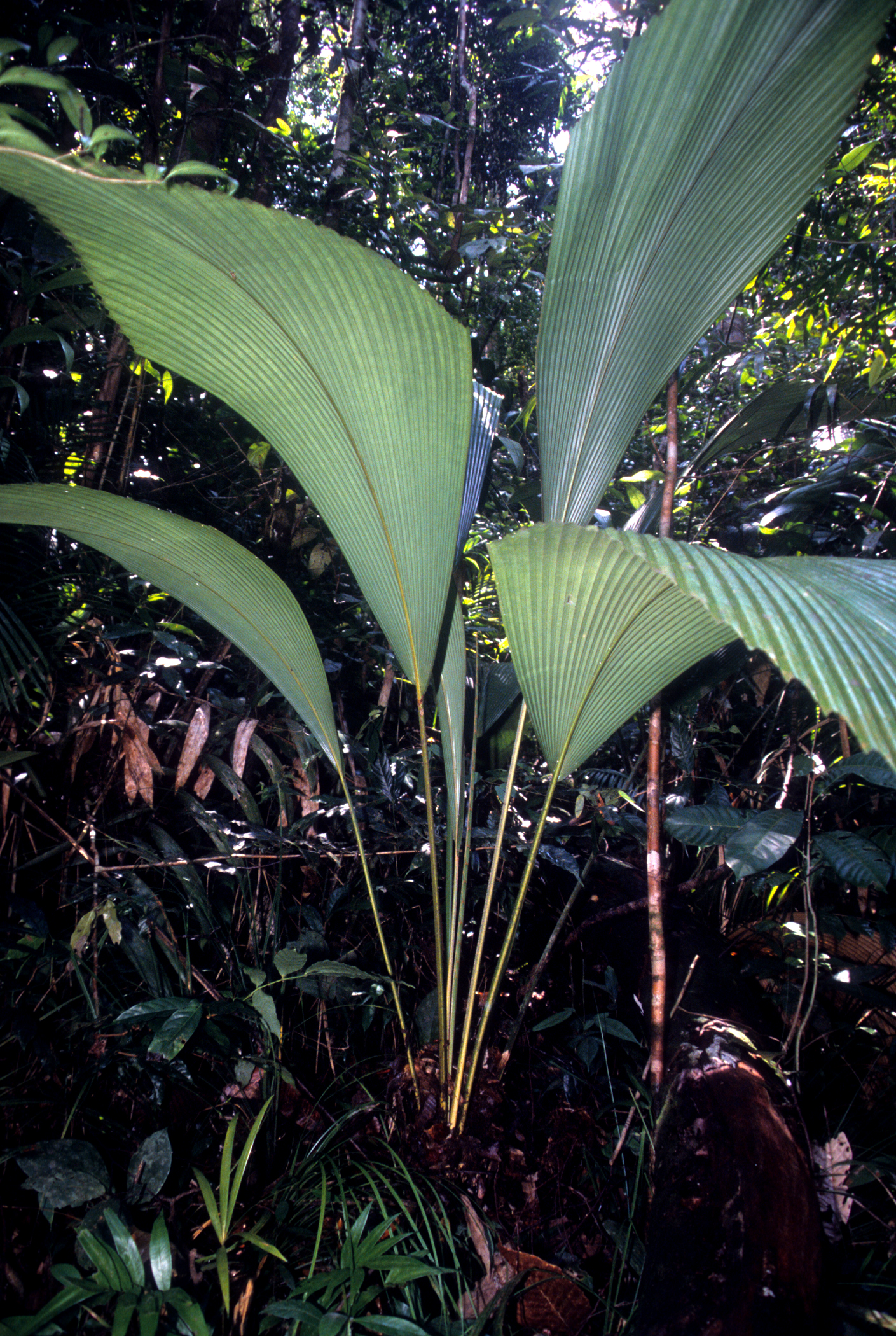
Johannesteijsmannia altifrons.
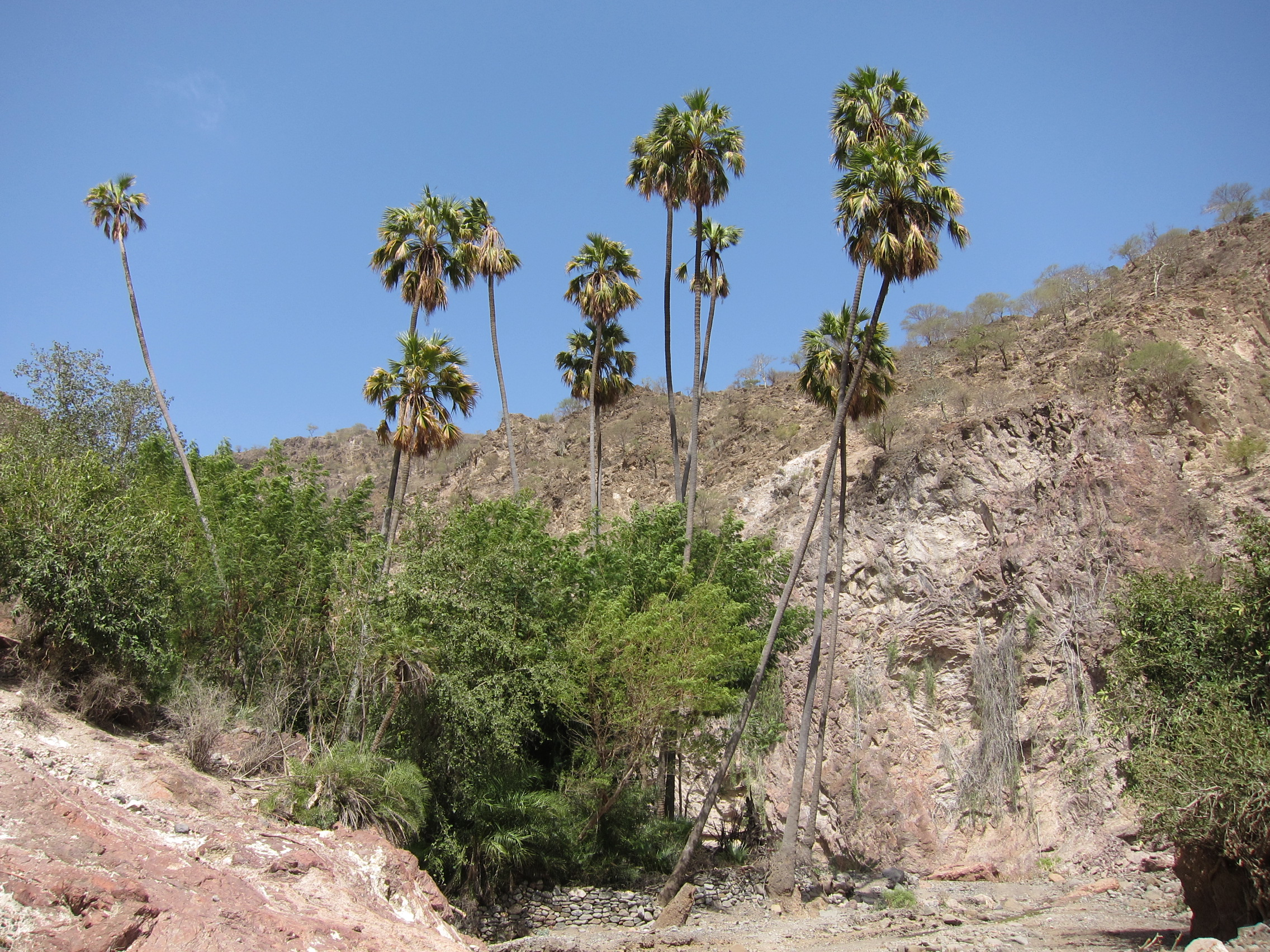
Livistona carinensis.
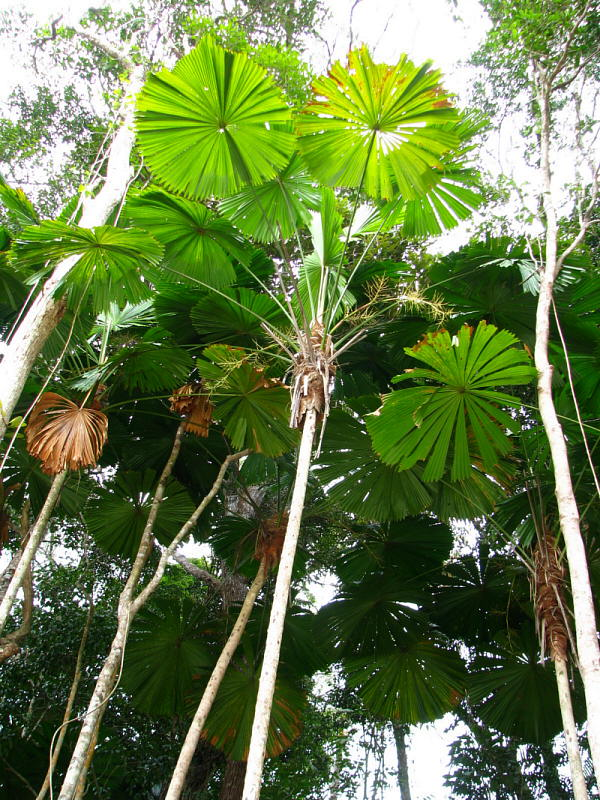
Licuala ramsayi.
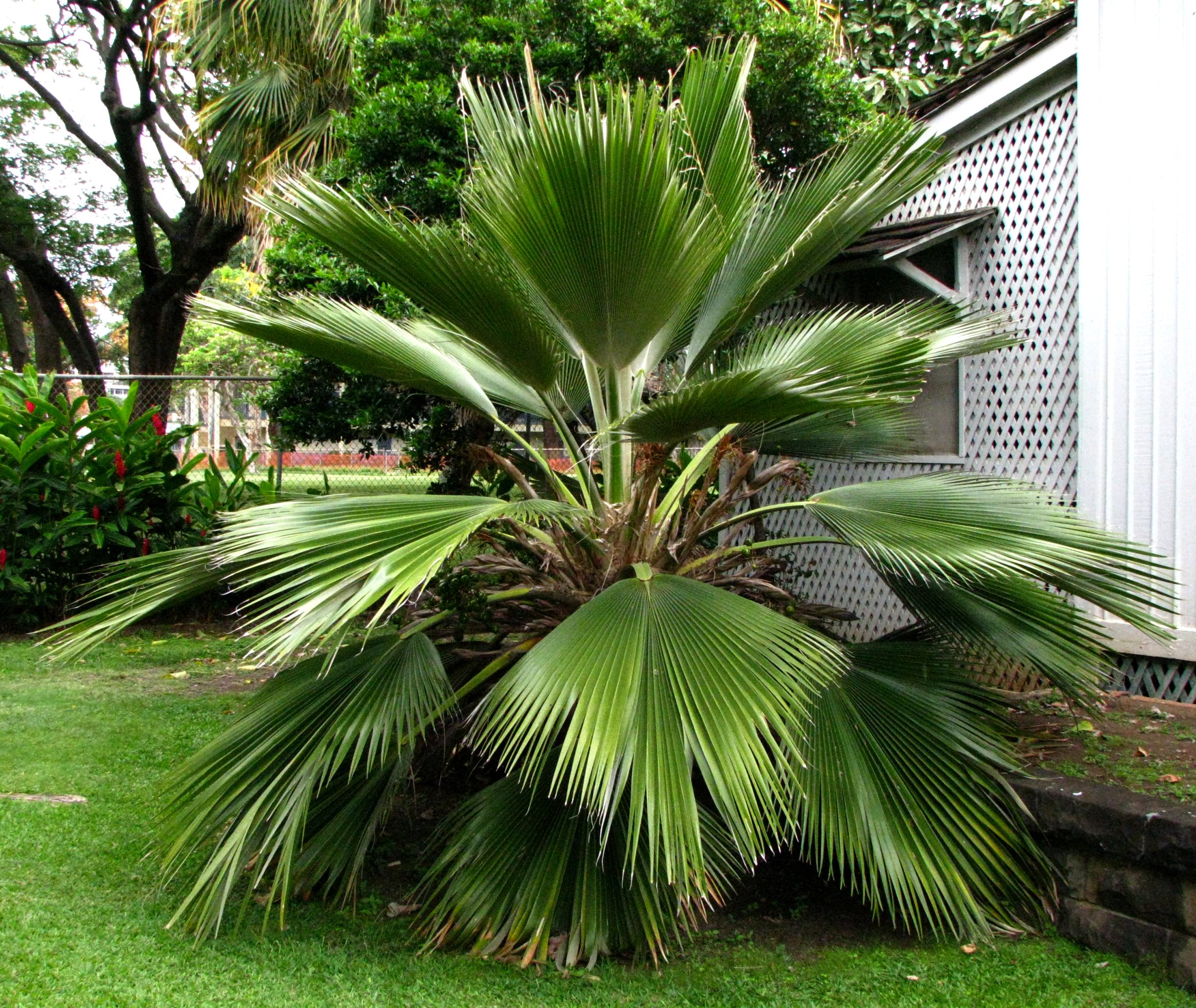
Pritchardia martii.
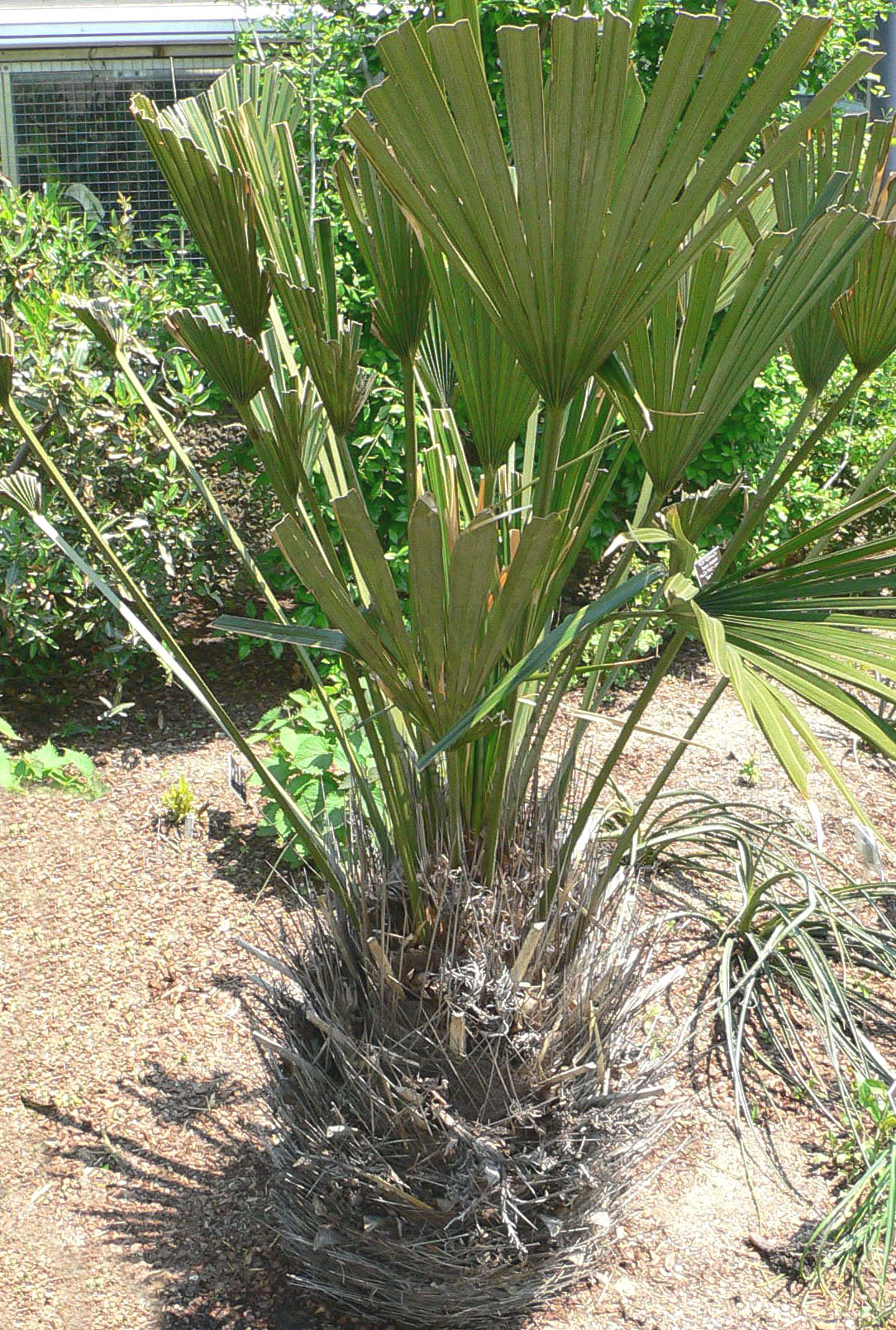
Rhapidophyllum hystrix.
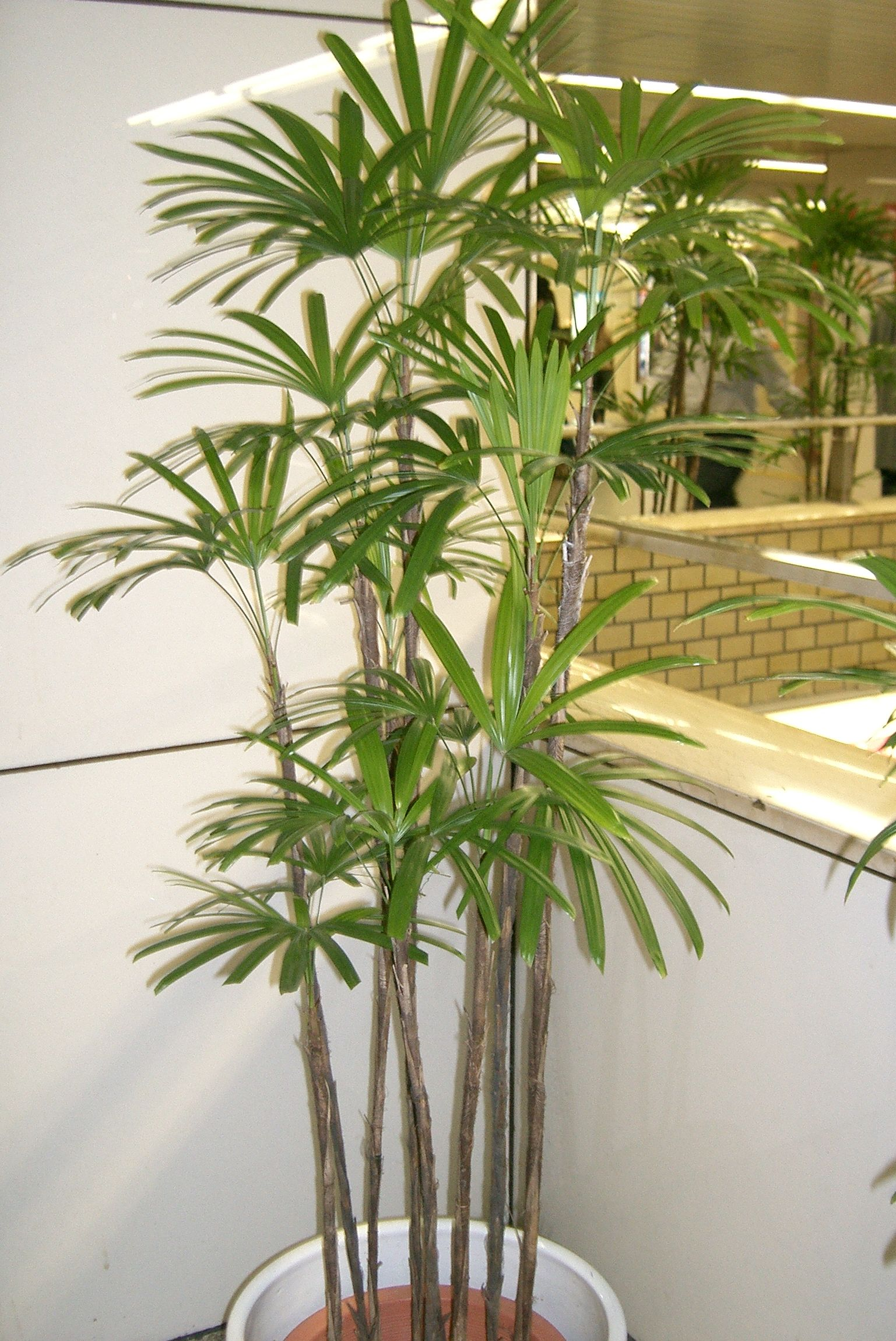
Rhapis humilis.
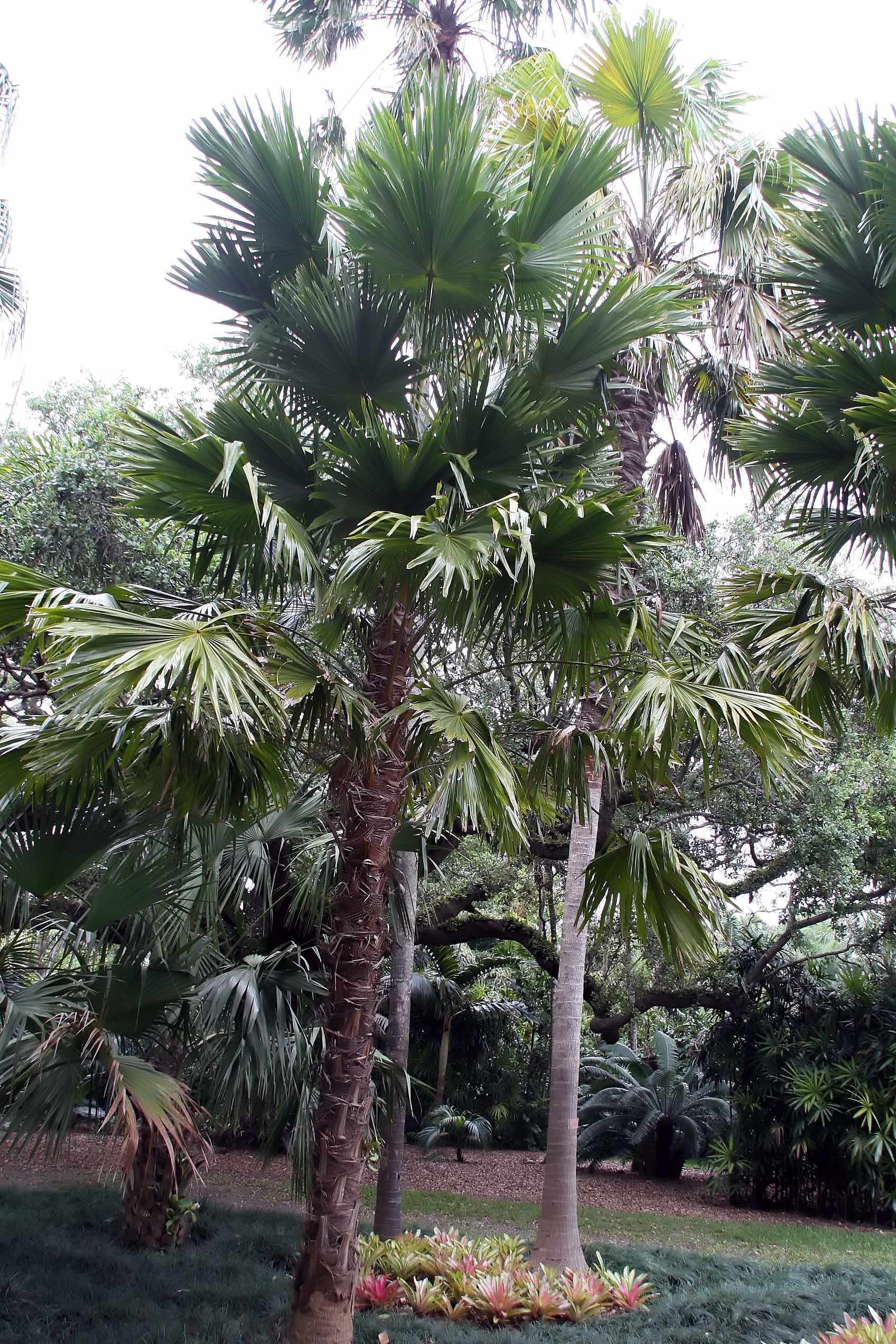
Saribus rotundifolius.
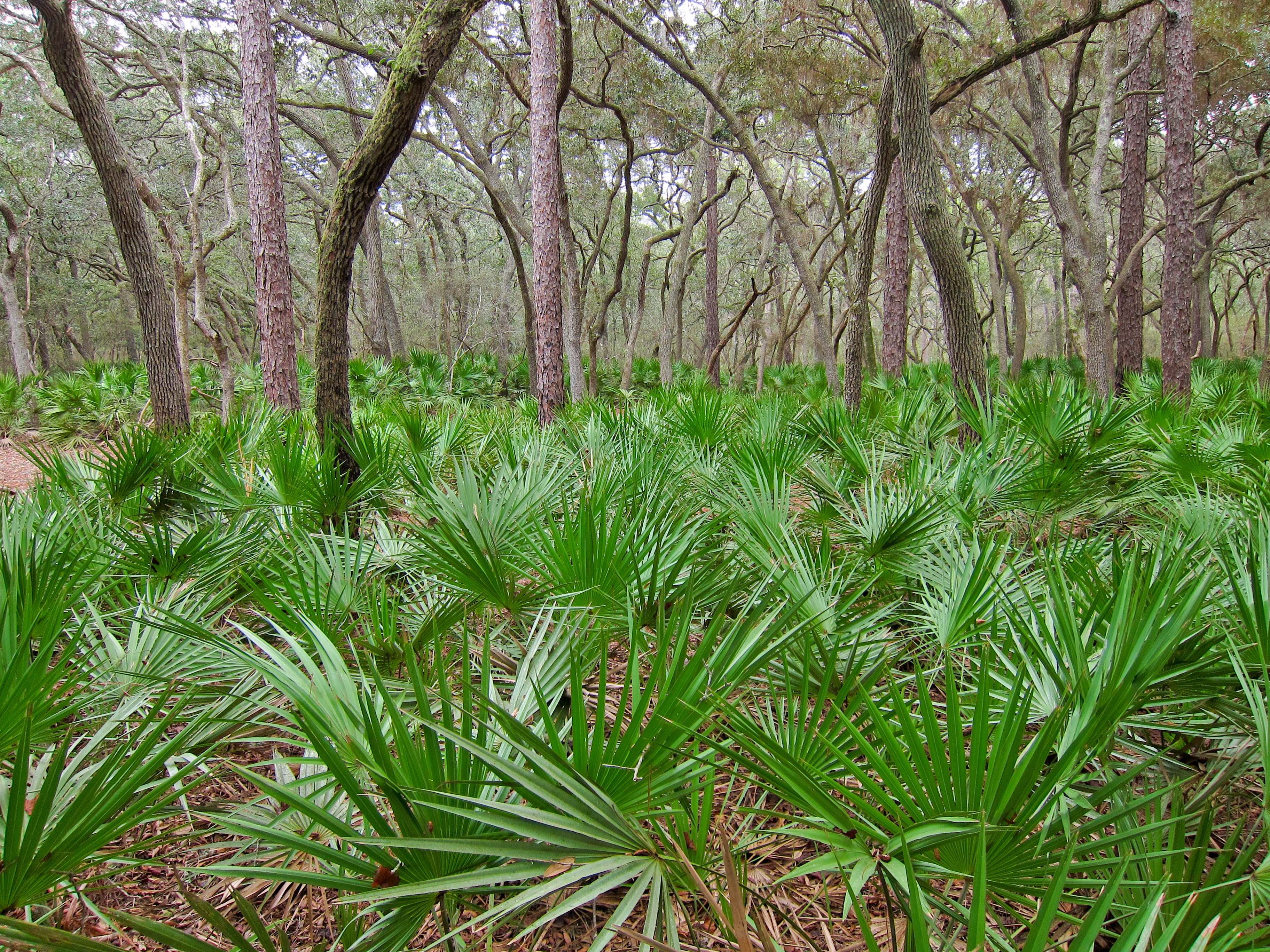
Serenoa repens.
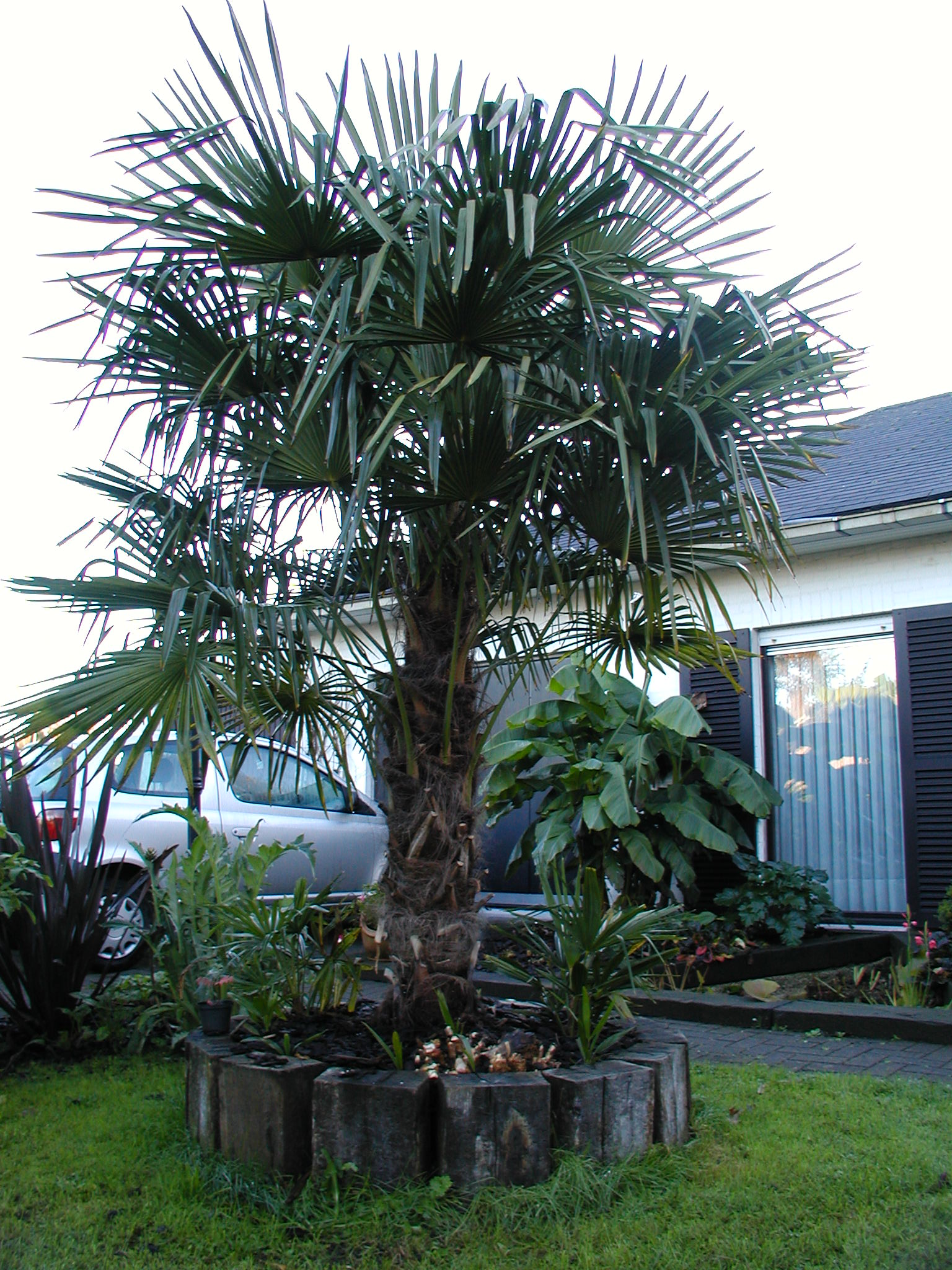
Trachycarpus fortunei.
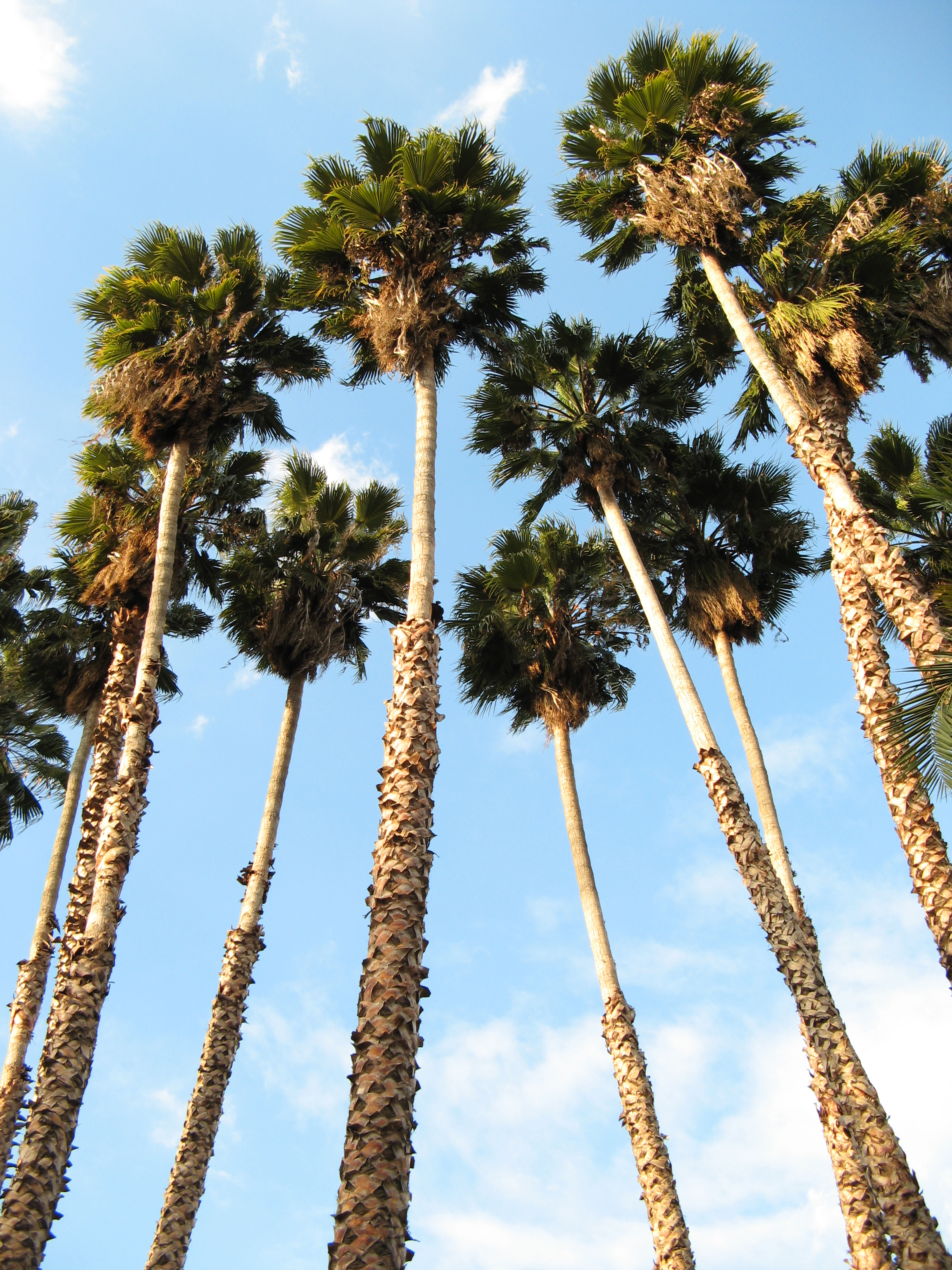
Washingtonia robusta.